# Nehumi Tuihalamaka
Nehumi Tuihalamaka (* 5. Juli 2003) ist ein tongaischer Leichtathlet, der sich auf den Sprint spezialisiert hat.

## Sportliche Laufbahn
Erste Erfahrungen bei internationalen Meisterschaften sammelte Nehumi Tuihalamaka im Jahr 2019, als er bei den U18-Ozeanienmeisterschaften in Townsville in 15,50 s den vierten Platz im 110-Meter-Hürdenlauf belegte und über 400 m Hürden mit 60,59 s auf Rang fünf gelangte. 2022 gewann er bei den U20-Ozeanienmeisterschaften in Mackay in 16,09 s die Bronzemedaille über 110 m Hürden und belegte im Weitsprung mit 5,85 m den sechsten Platz. Anschließend wurde er bei den Mini-Pazifikspiele auf Saipan mit 6,77 m Vierter im Weitsprung. im Juli startete er dank einer Wildcard im 100-Meter-Lauf bei den Weltmeisterschaften in Eugene und kam dort mit 12,22 s nicht über die Vorausscheidungsrunde hinaus. 

## Persönliche Bestleistungen
- 100 Meter: 12,22 s (−0,1 m/s), 15. Juli 2022 in Eugene
- Weitsprung: 6,77 m (+0,7 m/s), 21. Juni 2022 in Saipan